# Залажний потік
Залажний потік (словац. Zálažný potok) — річка; права притока Рієки, протікає в окрузі Стара Любовня.
Довжина приблизно 6.0-6.2 км. Витік знаходиться в масиві Списька Маґура (геоморфологічна підодиниця Вітряний верх — схил гори Вітряний верх) на висоті приблизно 990—995 метрів.
Протікає територією сіл Подолинець і Вишні Ружбахи. Впадає в Рієку на висоті приблизно 610—615 метрів.